# Lewis Collins
Pour les articles homonymes, voir Collins.
Lewis Collins, né le 27 mai 1946 à Bidston (Birkenhead dans le Cheshire) et décédé le 27 novembre 2013 à Los Angeles en Californie, était un acteur britannique. Il est principalement connu pour avoir incarné l'agent William Bodie dans la série télévisée Les Professionnels.

## Filmographie

### Cinéma
- 1976 : Confessions d'un moniteur d'auto-école (Confessions of a Driving Instructor) de Norman Cohen : Monks Hill Rugger Team
- 1982 : Commando (Who Dares Wins) de Ian Sharp : Capitaine Peter Skellen
- 1984 : Nom de code : Oies sauvages (Arcobaleno selvaggio) d'Antonio Margheriti : Wesley
- 1985 : Commando Léopard (Kommando Leopard) d'Antonio Margheriti : Carrasco
- 1988 : Le Triangle de la peur (Il triangolo della paura) d'Antonio Margheriti : Major Colby

### Télévision

#### Séries télévisées
- 1974 : Z Cars : Derek Cunningham
- 1974 : Marqued Personal : Len Thomas
- 1974 : Village Hall : Jimmy Jackson
- 1974 : Crown Court : PC Henry Williams
- 1974 : Warship : Steele
- 1975 : Rooms : Pete
- 1975-1977 : The Cuckoo Waltz : Gavin Rumsey
- 1976 : Chapeau melon et bottes de cuir (The New Avengers) : Kilner
- 1977-1983 : Les Professionnels (CI5 : The Professionals) : William Bodie
- 1986 : Robin of Sherwood : Philip Mark
- 1989 : Alfred Hitchcock présente (Alfred Hitchcock Presents) : Bill Stewart
- 1989 : Blaues Blut : Ernest Sinclair
- 1991-1992 : Cluedo : Colonel Mustard
- 1993-1994 : Les Aventures fantastiques de Tarzan (Tarzan: The Epic Adventures) : Michael Hauser
- 1999 : The Grimleys : Daryll Digby
- 2002 : The Bill : Docteur Peter Allen

#### Téléfilms
- 1974 : They Disappear When You Lie Down de Graham Evans : Bobby
- 1978 : Must Wear Tights de Keith Beckett : Lewis
- 1983 : A Night on the Town de John Vernon : Rôle sans nom
- 1987 : Opération soja (Carly's Web) de Kevin Inch : Alexander Prescott
- 1988 : Jack l'Éventreur (Jack the Ripper) de David Wickes : Sergent George Godley
- 1990 : A Ghost in Monte Carlo de John Hough : Lord Drayton